# Thelypteris jujuyensis
Thelypteris jujuyensis är en kärrbräkenväxtart som beskrevs av Sota. Thelypteris jujuyensis ingår i släktet Thelypteris och familjen Thelypteridaceae. Inga underarter finns listade.